# Rendsburger Hochbrücke
De Rendsburger Hochbrücke is een spoorbrug in Rendsburg in de Duitse deelstaat Sleeswijk-Holstein met daaronder een zweefbrug. De brug over het Noord-Oostzeekanaal is onderdeel van de spoorlijn Neumünster - Flensburg en werd gebouwd tussen 1911 en 1913. Het geheel is een van de belangrijkste industriële monumenten van Noord-Duitsland. Op 8 januari 2016 raakte de zweefbrug bij een botsing tegen een vrachtschip onherstelbaar beschadigd.

## Spoorbrug
De brug heeft een maximale hoogte van 68 meter. Omdat de brug op korte afstand van het station Rendsburg ligt is er een speciale stijgingslus aangelegd om de lijn op hoogte te brengen, de zogenaamde Rendsburger Schleife. De lengte van de brug met de aanbruggen is 2 486 meter.

## Zweefbrug
Naast spoorbrug is de Hochbrücke tevens drager van een zweefbrug, een platform dat hangend aan kabels het Noord-Oostzeekanaal oversteekt tussen Rendsburg en de gemeente Osterrönfeld. De kabels zijn verbonden met een aangedreven trolley, die over rails langs de onderkant van de brug rijdt. Er kunnen maximaal vier personenauto's mee, maar de oversteek is vooral van belang voor licht verkeer, zoals voetgangers en fietsers.
De zweefbrug meet 14 bij 6 meter en weegt 45 ton. De trolley reed met acht wielen over de rails en werd met vier motoren van elk 21 pk aangedreven. De installatie overspande 135 meter en werd in gebruik genomen op 2 december 1913. De zweefbrug was uitgerust met marifoon en radar en werd tot een fatale botsing in 2016 elk kwartier bediend van vijf uur 's morgens tot elf uur 's avonds, in de winter een uurtje korter. De reistijd bedroeg anderhalve minuut. Anno 2014 had de zweefbrug al meer dan 600.000 kilometer afgelegd. Van de oorspronkelijk twintig zweefbruggen die wereldwijd zijn gebouwd, is dit een van de acht nog bestaande.

### Incidenten
In de nacht van 13 januari 1993 trok een zeer zware storm over het kanaal. De remmen konden de zweefbrug niet meer houden. Deze reed onbemand het kanaal over en botste onderweg op een vrachtschip. Er vielen geen gewonden.
Op 8 januari 2016 botste de zweefbrug tegen een vrachtschip, waarbij de veerman en de enige passagier gewond raakten en een paar draagkabels braken. Daarbij werd de zweefbrug onherstelbaar beschadigd: zowel de constructie als de machines en de aansturing hadden grote schade opgelopen.

### Vervanging
In juni 2016 maakte Enak Ferleman, de parlementaire staatssecretaris voor verkeer en digitale infrastructuur, bekend dat de gondel vervangen zou worden door een nieuwe. Hij stipte daarbij de zeldzaamheidswaarde en de betekenis voor de regio aan. Vanwege de historische waarde van de zweefbrug zal de nieuwe constructie lijken op de oude. Een voetveer is als provisorische vervanging ingezet. Men verwachtte de zweefbrug in 2020 weer in bedrijf te kunnen nemen en grijpt de tussentijd aan om de versleten rails voor de trolley te vernieuwen. Het is onduidelijk wat er met de oude zweefbrug moet gebeuren. Sinds 4 maart 2022 is de nieuwe zweefbrug in gebruik

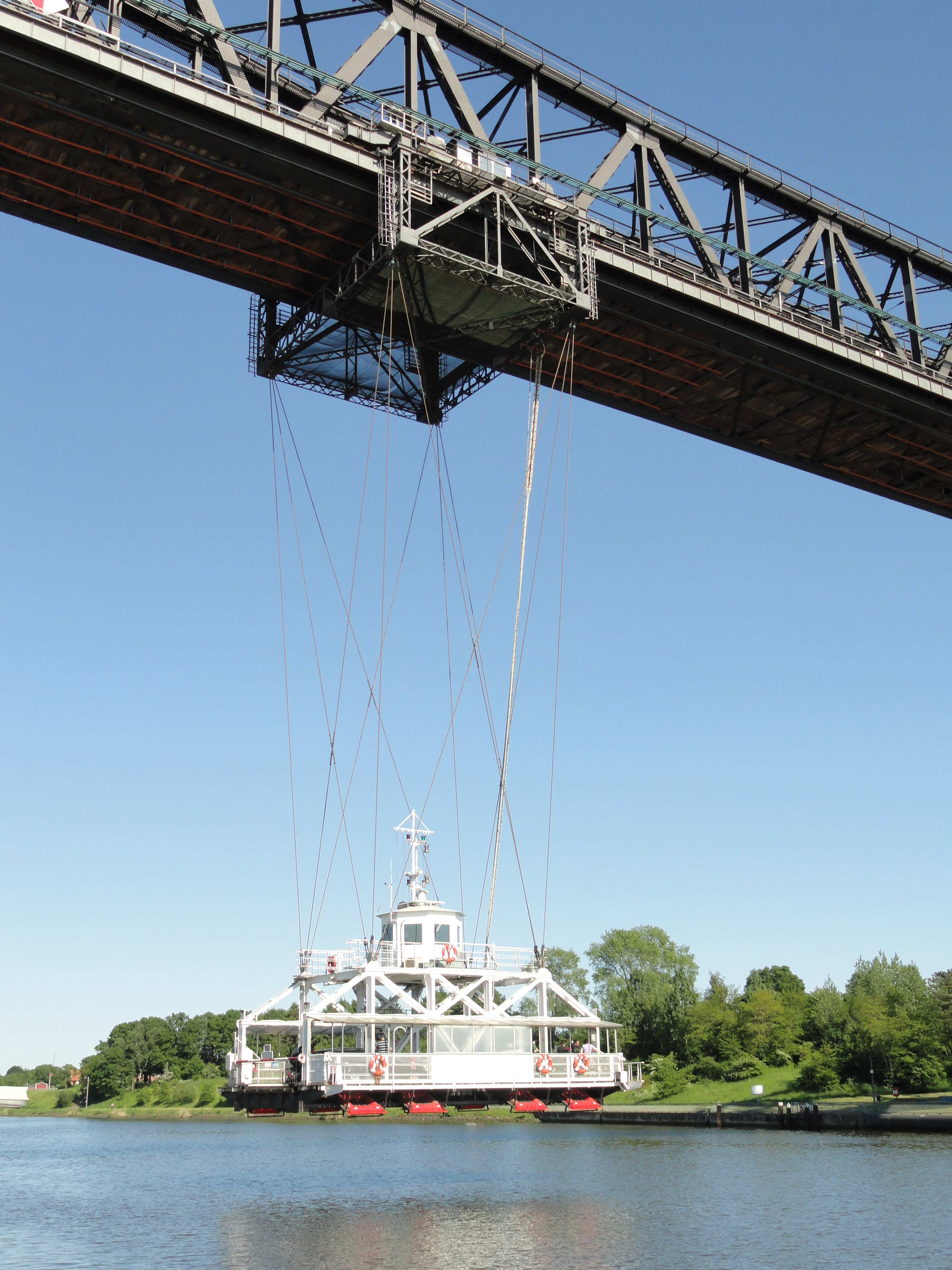
Zweefbrug
- Video van de zweefbrug
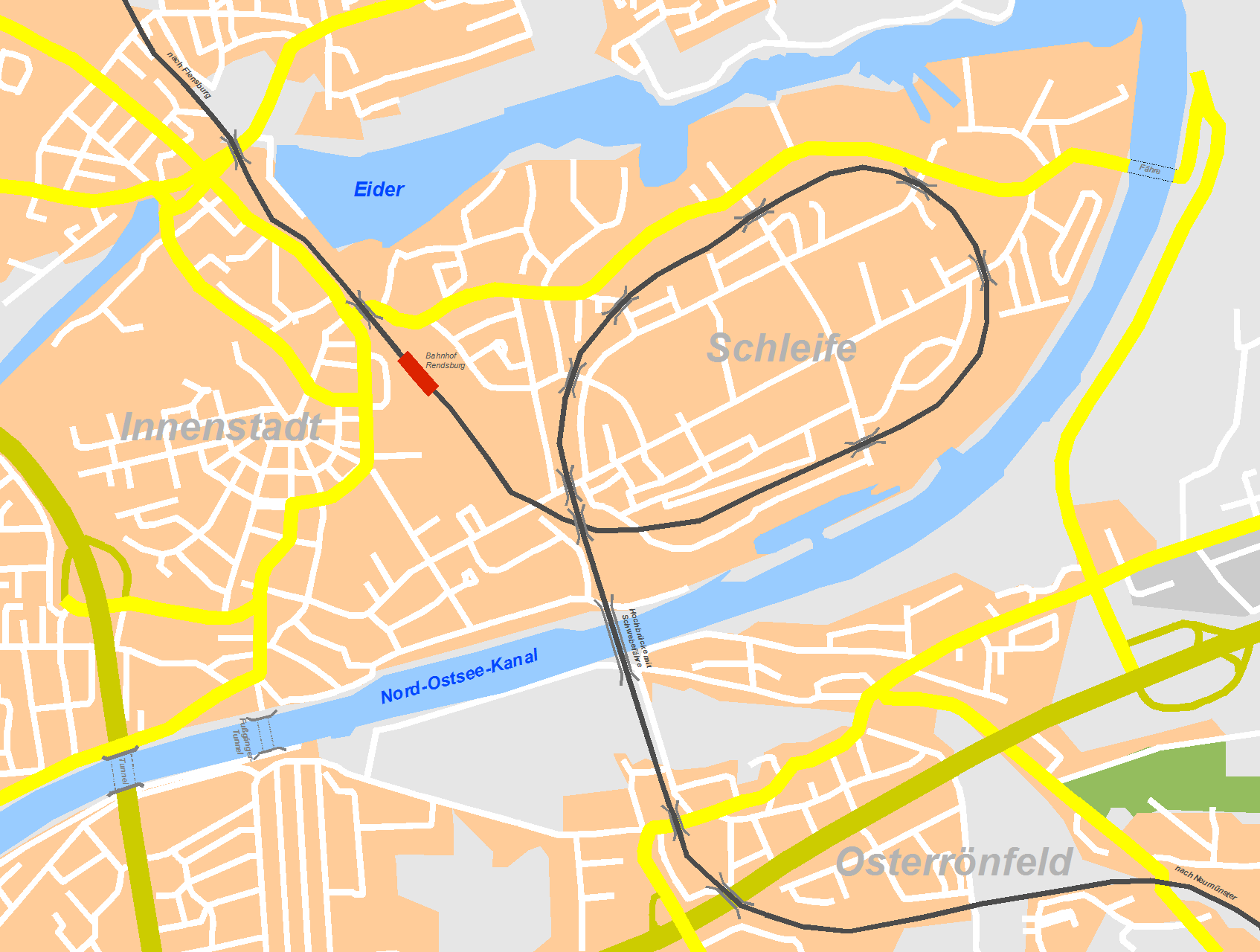
Rendsburger Schleife (stijgingsbaan)
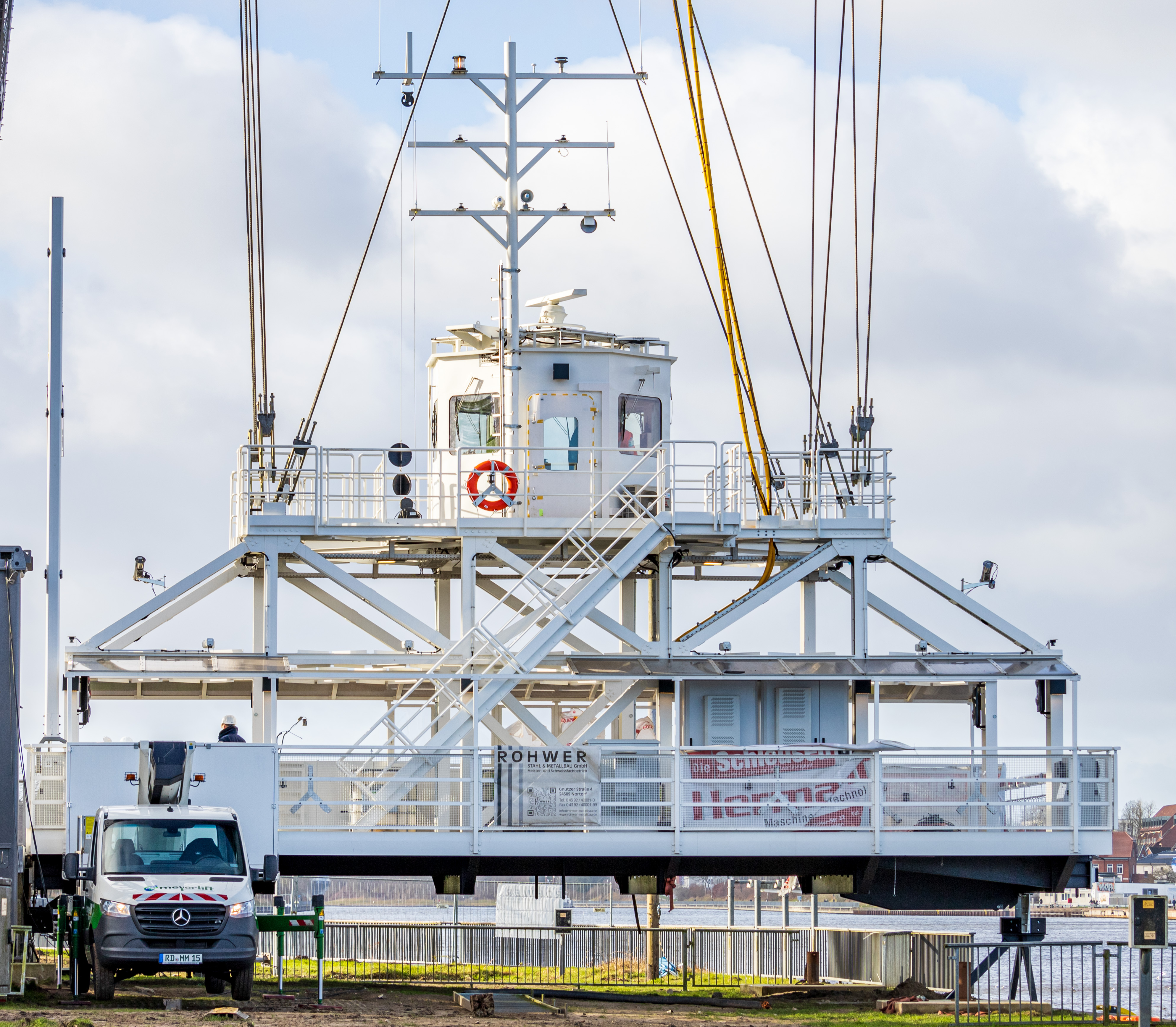
De nieuwe zweefbrug (2022)